# Kaulsdorf (Saale)
Kaulsdorf ist eine Gemeinde im thüringischen Landkreis Saalfeld-Rudolstadt.

## Geografie
Kaulsdorf liegt im Landkreis Saalfeld-Rudolstadt im südöstlichen Thüringen, im Saaletal am Eingang zum Thüringer Schiefergebirge inmitten einer Mittelgebirgslandschaft mit steilen Berghängen.

### Klima
Der Ort hat ein warmes Talklima, eine dauerhafte Schneedecke im Winter ist selten. Kaulsdorf liegt auf der Leeseite des Thüringer Waldes, mit Niederschlägen um 600 mm im Jahr. Die Jahresdurchschnittstemperatur liegt um 8,4 °C.

### Nachbargemeinden
Angrenzende Gemeinden sind (im Uhrzeigersinn) Unterwellenborn, Hohenwarte, Leutenberg, Probstzella und die Stadt Saalfeld/Saale.

### Gemeindegliederung
Seit dem Jahr 1994 besteht die Gemeinde Kaulsdorf aus sechs Ortsteilen:
- Breternitz
- Eichicht
- Fischersdorf
- Hockeroda
- Weischwitz
- Tauschwitz

## Geschichte

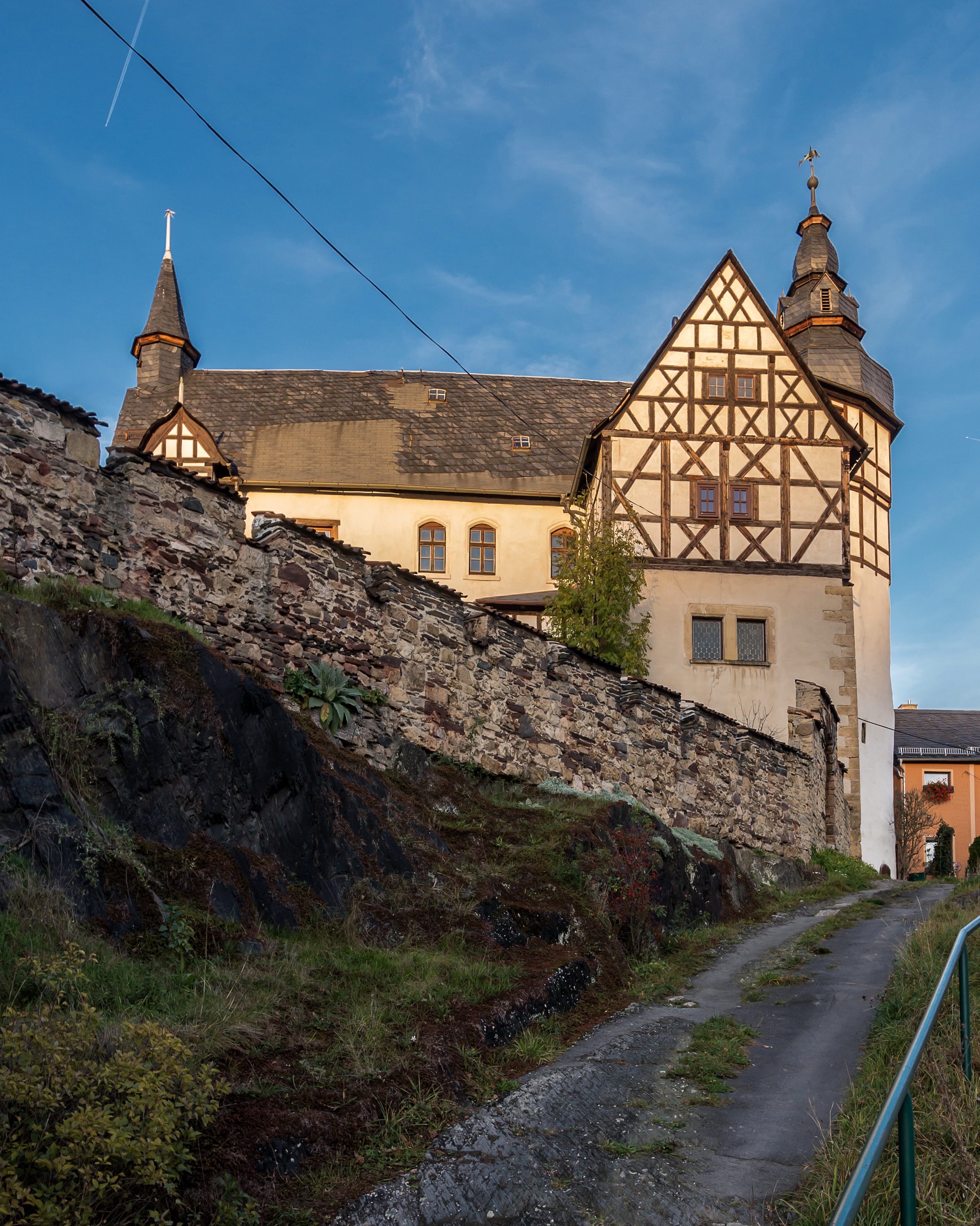
Schloss Kaulsdorf (Saale)

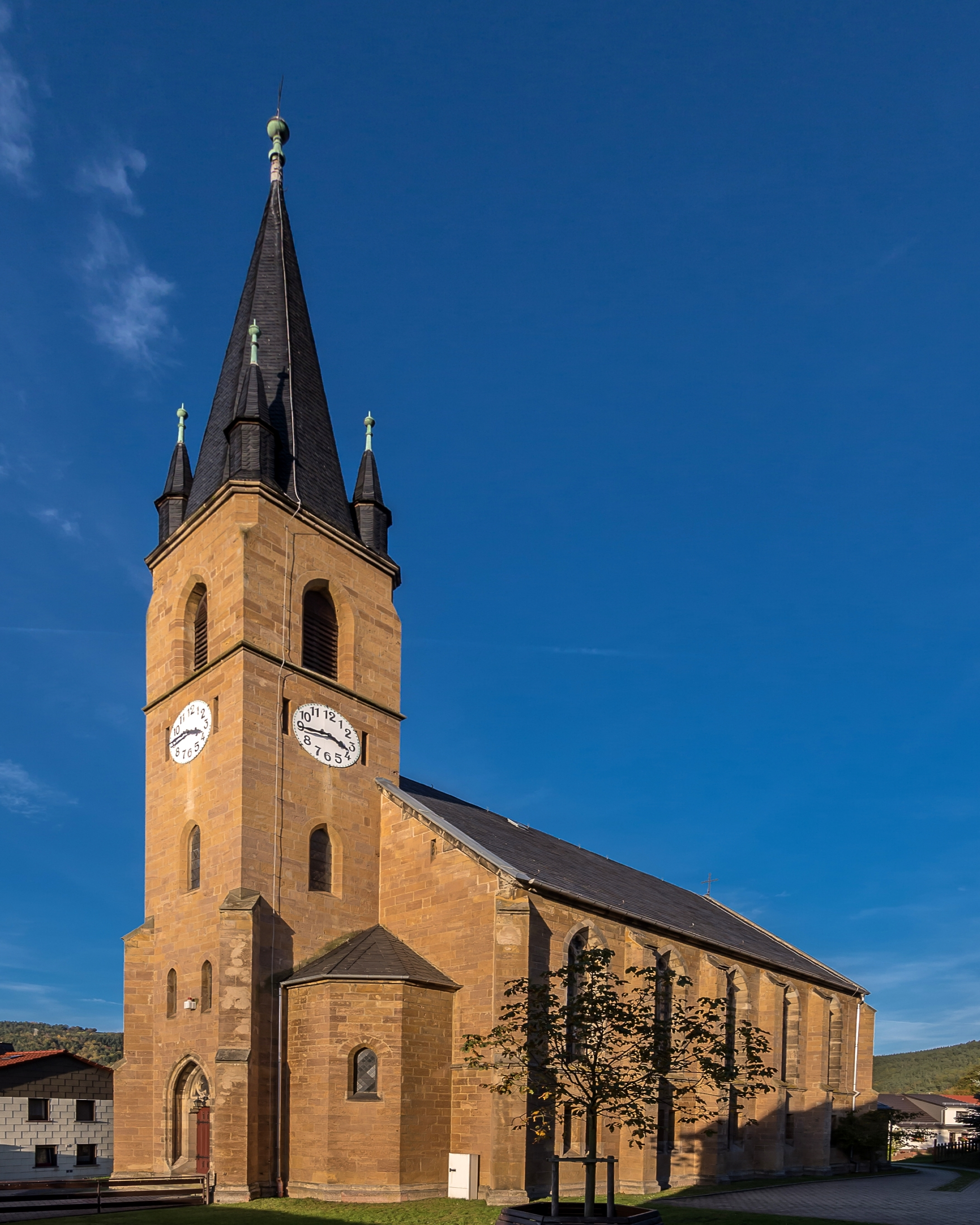
Kirche

Der Ort wurde erstmals im Jahr 1074 in einer Urkunde des Benediktinerklosters Saalfeld urkundlich erwähnt. 1425 wurde erstmals urkundlich die Kaulsdorfer Saalmühle erwähnt. Eine durch Gräben zusätzlich geschützte Burg stand an der Stelle des bis heute gut erhaltenen Schlosses. 1346 nannte man einen Siedelhof und meinte wohl die befestigte Anlage. Das jetzige Schloss wurde 1678 auf den Grundmauern der Burg aufgebaut.
Ursprünglich gehörte Kaulsdorf als Wettiner Lehen zur Grafschaft Weimar-Orlamünde. Deren Landesteil Lauenstein wurde 1427 der Markgrafschaft Brandenburg-Bayreuth unter böhmischer Oberlehnsherrschaft zum Lehen aufgetragen und 1438 an die Schwarzburger und von diesen 1503 an die Mansfeld-Vorderort verkauft. Bereits 1506 veräußerten die Mansfeld den Ort an die von Thüna wiederkäuflich als Lehen für 12.000 Gulden unter Vorbehalt der Ritterlehne. 1560 kauften die von Thüna Kaulsdorf denen von Enzenberg (ein Drittel der Nutzfläche) ab, wobei über die Lehnsherrschaft einzelner Dörfer zwischen Wettinern, Markgrafen und Mansfeldern Streit entstand. Lauenstein wurde 1600 Reichslehen der von Thüna, die es aber 1622 an die Markgrafen verkauften, zu deren (strittigen) Zubehör Kaulsdorf nun wurde. Das Gut fiel im Jahr 1631 an die von Streitberg, 1645 an die von Dobeneck, die es 1687 mit dem Könitz’schen Besitz, der seit etwa dem Jahr 1370 bestand, etwa ein Viertel der Nutzfläche, vereinigten. Praktisch übten die Wettiner vom 16. bis 18. Jahrhundert die Oberlehnsherrschaft aus. 1776 konnten die Mansfelder ihre Forderungen gegen Sachsen-Saalfeld beim Reichshofrat durchsetzen. Nach ihrem Aussterben 1780 besetzte Kursachsen unter Berufung auf eine Verpfändung der Ernestiner von 1567 die Exklave, die dann 1787 nach Protest der Markgrafen beim Reichshofrat wieder an diese fiel.
Nach deren Regierungsverzicht 1791 fiel die Exklave an Preußen, das auch 1795 das Gut aufkaufte und parzelliert an Bauern und Bürger weiterverkaufte. Napoleon annektierte 1806 die Herrschaft Kaulsdorf und gab sie 1810 an Bayern weiter. Nach dem von Bayern verlorenen Deutschen Krieg von 1866 fiel Kaulsdorf durch Annexion wieder an Preußen, das es dem Landkreis Ziegenrück im Regierungsbezirk Erfurt der Provinz Sachsen zuordnete. Infolge der Auflösung der Provinz Sachsen kam es am 1. Juli an 1944 an Thüringen und wurde zum 1. Juli 1945 dem Landkreis Saalfeld zugeordnet. Am 1. Juli 1950 wurde die bis dahin eigenständige Gemeinde Eichicht eingegliedert. Infolge der Auflösung der Länder der DDR gehörte der Kreis Saalfeld zum Bezirk Gera. Ab der Deutschen Wiedervereinigung gehörte der Kreis Saalfeld wieder zu Thüringen. Seit 1994 gehört Kaulsdorf zum Landkreis Saalfeld-Rudolstadt.
Von 1993 bis 1995 gehörten Kaulsdorf und Hohenwarte der Verwaltungsgemeinschaft Saale-Loquitz an. Am 19. Oktober 1995 wurde sie aufgelöst und Kaulsdorf wurde erfüllende Gemeinde für Hohenwarte. Im Jahre 1996 wurden die Gemeinden Altenbeuthen und Drognitz ebenfalls zu beauftragenden Gemeinden von Kaulsdorf, da die Verwaltungsgemeinschaft Obere Saale aufgelöst wurde.

### Einwohnerentwicklung
Entwicklung der Einwohnerzahl (ab 1994: Stand jeweils 31. Dezember):
| - 1933: 842 - 1939: 903 - 1994: 3.189 - 1995: 3.213 - 1996: 3.228 - 1997: 3.195 - 1998: 3.192 | - 1999: 3.191 - 2000: 3.160 - 2001: 3.101 - 2002: 3.053 - 2003: 3.017 - 2004: 2.963 - 2005: 2.942 | - 2006: 2.924 - 2007: 2.893 - 2008: 2.850 - 2009: 2.804 - 2010: 2.761 - 2011: 2.661 - 2012: 2.637 | - 2013: 2.588 - 2014: 2.575 - 2015: 2.530 - 2016: 2.508 - 2017: 2.491 - 2018: 2.446 - 2019: 2.410 | - 2020: 2.396 - 2021: 2.340 - 2022: 2.338 - 2023: 2.346 |

 Datenquelle ab 1994: Thüringer Landesamt für Statistik

## Politik
Kaulsdorf besitzt den Status einer erfüllenden Gemeinde. Die beauftragenden Gemeinden sind Altenbeuthen, Drognitz und Hohenwarte.

### Gemeinderat
Der Gemeinderat von Kaulsdorf setzt sich nach der Wahl 2024 aus 14 Ratsfrauen und Ratsherren zusammen.
- Gewerbe- und Fremdenverkehrsverein Kaulsdorf: 6 Sitze (−1)
- CDU: 4 Sitze (−1)
- TOR (Thieme, Oßwald, Röppischer): 2 Sitze (+2, neu)
- Saaletal: 1 Sitz (+ 1, neu)
- Kunstmann: 1 Sitz (+/- 0)

In Klammern die Werte im Vergleich zur Wahl 2019. Damals war noch die SPD mit einem Sitz vertreten.

### Bürgermeisterin
Hauptamtliche Bürgermeisterin ist seit 2018 Kerstin Barczus. 2024 wurde sie bei den Kommunalwahlen mit 94,6 Prozent der gültigen Stimmen wiedergewählt.

### Wappen
Das Wappen von Kaulsdorf wurde am 23. September 1992 genehmigt. Blasonierung: „In Rot, geteilt durch ein schrägliegendes, mit drei roten Sternen belegtes, silbernes Wellenband, oben eine silberne Weintraube mit zwei Blättern, unten ein silbernes Eichenblatt.“
Das Wappen von Hockeroda wurde am 2. September 1992 genehmigt. Blasonierung: „In Silber eine blaue Wellendeichsel, begleitet von drei grünen Nadelbäumen.“

### Gemeindepartnerschaften
Die hessische Gemeinde Beselich ist seit Anfang Mai 1991 Partnergemeinde von Kaulsdorf. Die Partnerschaftsurkunden zwischen beiden Gemeinden wurden von den Bürgermeistern Hans-Peter Wahl (Beselich) und Hans-Jürgen Oßwald (Kaulsdorf) unterzeichnet.

## Kultur und Sehenswürdigkeiten

### Naturdenkmale
Der nahegelegene Hohenwarte-Stausee ist ein Naherholungsgebiet mit Campingplätzen und Fahrgastschifffahrt. Kaulsdorf liegt am Saaleradweg. Der nur einen Kilometer entfernte Lohmturm bietet einen umfassenden Ausblick über die Gemeinde und das Saaletal. In Kaulsdorf findet das alljährliche Gänsemarktfest statt.

### Baudenkmale

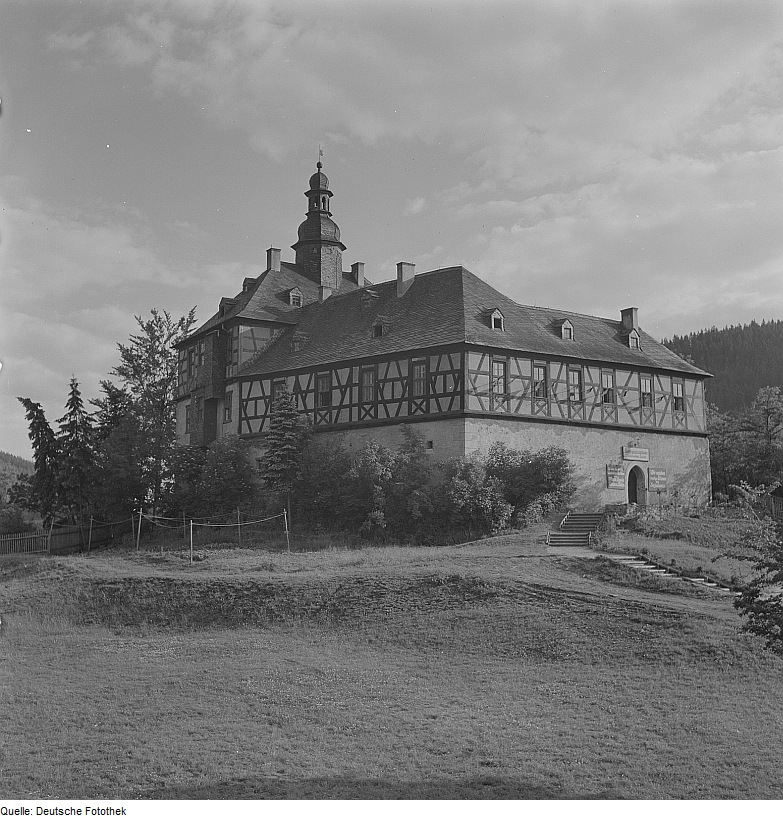
Das Schloss Eichicht

Von weitem kann man das Schloss Eichicht sowie das tiefer gelegene Schloss Kaulsdorf sehen. Unweit im Nachbarort Hohenwarte liegt das Pumpspeicherwerk Hohenwarte sowie die Sperrmauer des Hohenwarte-Stausees, welcher Deutschlands viertgrößter Stausee ist und zum Verbund der Saalekaskade gehört.

### Geschichtsdenkmale
Ein Gedenkstein auf dem Friedhof erinnert seit 1970 an 25 Opfer der Zwangsarbeit, die hunderte Menschen aus Osteuropa für den Bau von Rüstungsanlagen der REIMAHG verrichten mussten. Ein weiterer Gedenkstein erinnert seit 1985 an die Opfer des Todesmarsches aus dem KZ Buchenwald, der nahe der Saale vorbeiführte.

## Persönlichkeiten
- Friedrich Wilhelm Ludwig von Beulwitz (1755–1829), Kanzler von Schwarzburg-Rudolstadt und Besitzer der Güter in Eichicht und Breternitz
- Gottfried Leuckfeld (1874–1944), Wirtschaftsfunktionär
- Gerolf Annemüller (1937–2020), Brauwissenschaftler und Hochschullehrer
- Reginald Hanke (* 1956), deutscher Politiker (FDP), Mitglied des Deutschen Bundestages, lebt seit 1979 in Breternitz

## Wirtschaft und Infrastruktur
Kaulsdorf besitzt angesichts seiner Ortsgröße ein ausgeprägtes und intaktes Gewerbe- und Handelsleben mit vielen Geschäften, Handwerkern und Familienbetrieben.
Der Sportplatz und das Bürgerhaus ergänzen spezielle Freizeitangebote.

### Verkehr

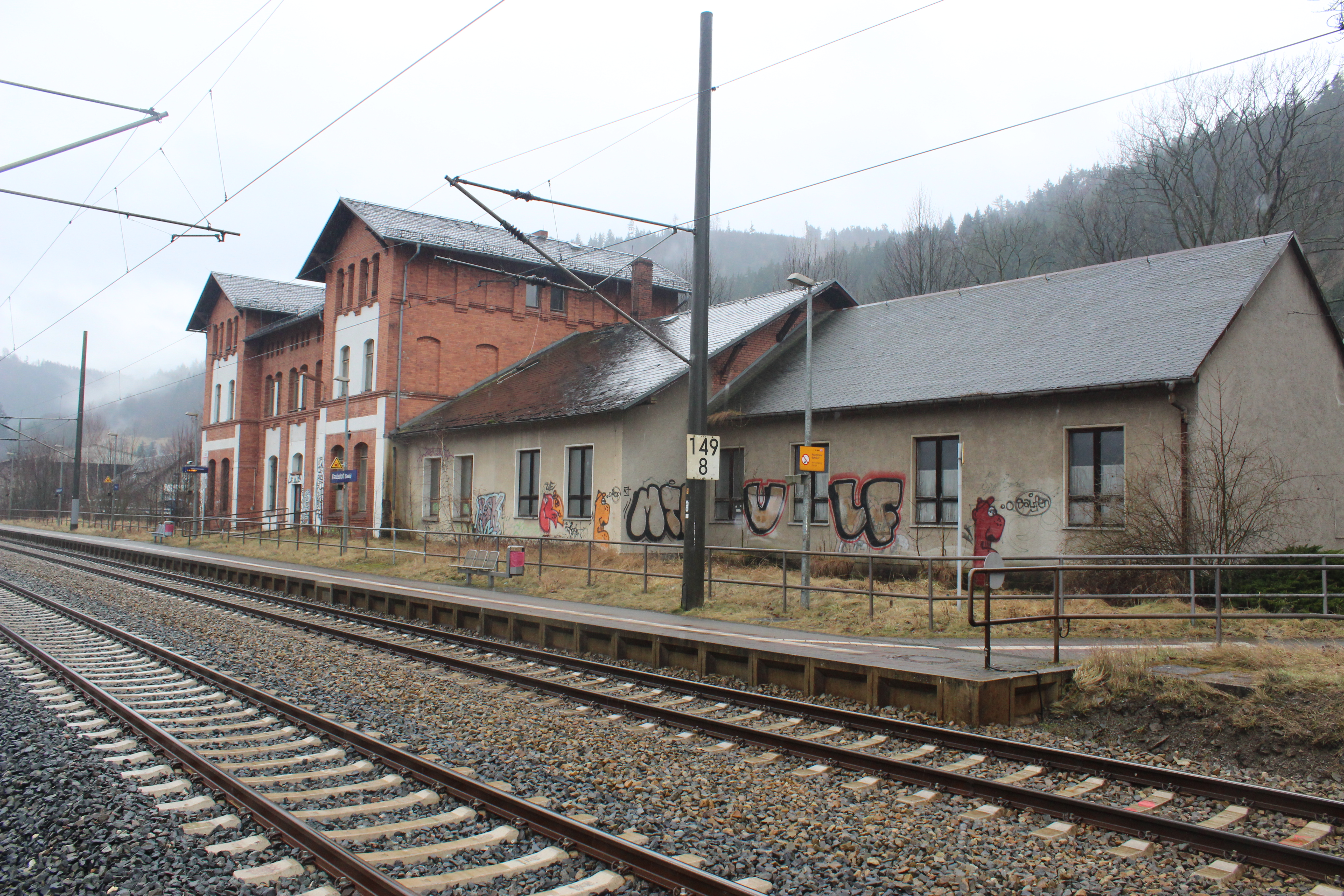
Haltepunkt Kaulsdorf (Saale), 2018

Kaulsdorf liegt an der Bahnstrecke Leipzig–Probstzella, die auf bayerischer Seite als Frankenwaldbahn weiter nach Hochstadt am Main führt. Im Gemeindegebiet liegen die Haltepunkte Breternitz, Kaulsdorf (Saale) (Name bis 1954 Eichicht) und Hockeroda. In Hockeroda zweigt eine Nebenbahn nach Bad Lobenstein und Blankenstein (Saale) ab. An allen Stationen außer Hockeroda halten Regionalzüge des Franken-Thüringen-Express der Linie Leipzig–Nürnberg, an allen Stationen die Regionalzüge der Relation Saalfeld (Saale)–Blankenstein, in Kaulsdorf zusätzlich Regional-Express-Züge der Relation Saalfeld (Saale)–Nürnberg.
Parallel zur Frankenwaldbahn verläuft die Bundesstraße 85, parallel zur Strecke nach Blankenstein die Bundesstraße 90.

### Sicherheit
Die Freiwillige Feuerwehr Kaulsdorf-Eichicht sorgt für den abwehrenden Brandschutz und die allgemeine Hilfe.